# Ragnhild Valle Dahl
Ragnhild Valle Dahl (født 2. januar 1998 i Elnesvågen, Norge) er en norsk håndboldspiller, som spiller i Odense Håndbold og Norges kvindehåndboldlandshold.